# Ninguém Vai Saber
"Ninguém Vai Saber" é uma canção da cantora brasileira Manu Gavassi, que faz parte do repertório de seu terceiro álbum de estúdio, “Manu”, lançado pela Universal Music, que conta com 12 faixas de composições autorais.
Depois foi feita uma versão remix e um videoclipe, em parceria com o cantor português Agir, que teve beats e vocais feitos pelo cantor.

## Vídeo Musical
Em meio a luzes neon, figurinos impecáveis e muito brilho, Manu Gavassi e Agir fizeram as cenas em um estúdio na capital de São Paulo.
Manu traz referências de singles internacionais. A letra da música, por exemplo, remete ao single “No Tears Left to Cry“, de Ariana Grande, enquanto o cabelo e a maquiagem lembram bastante os de Dua Lipa no clipe de “New Rules“.

## Apresentações
Gavassi e Agir se apresentaram pela primeira vez em 25 de maio de 2018, no palco do The Noite com Danilo Gentili. Em 24 de junho, os dois fazem sua segunda performance juntos no palco do Rock in Rio Lisboa, com mais de 90 mil pessoas assistindo.